# Laura Dick
Laura-Johanna Dick (* 13. Juni 2003 in Saarbrücken) ist eine deutsche Fußballspielerin. Sie spielt seit 2018 für die TSG 1899 Hoffenheim.

## Karriere

### Vereine
Dick begann im saarländischen Fischbach beim FV Fischbach mit dem Fußballspielen. Im weiteren Verlauf spielte sie bis ins Jahr 2018 für den Saarbrücker Stadtteil- und Mehrspartensportverein TuS Jägersfreude – beide Male als Torhüterin sowie im
Juniorenbereich auch als Feldspielerin. Von 2018 bis 2020 hütete sie 14 Mal das Tor der B-Jugendmannschaft der TSG 1899 Hoffenheim in der Staffel West/Südwest der B-Juniorinnen-Bundesliga. Zur Saison 2020/21 rückte sie in die zweite Mannschaft auf, für die sie in zwölf Punktspielen der Staffel Süd der 2. Bundesliga eingesetzt wurde. In der Saison 2021/22 bestritt sie weitere sechs Punktspiele für die zweite und erstmals vier Punktspiele für die erste Mannschaft. Ihr Bundesligadebüt gab sie am 7. November 2021 (7. Spieltag) beim 5:1-Sieg im Auswärtsspiel gegen den Liganeuling und späteren Absteiger FC Carl Zeiss Jena. In der Folgesaison wurde sie in sieben Punktspielen für die zweite und weiteren vier Punktspielen für die erste Mannschaft in den jeweiligen Spielklassen eingesetzt. Im Wettbewerb um den DFB-Pokal kam sie von 2020 bis 2022 in jedem Jahr zu einem Spieleinsatz in der 2. Runde.

### Auswahl-/Nationalmannschaft
Dick bestritt als Spielerin der Auswahlmannschaften des Saarländischen Fußballverbandes der Altersklassen U14 (2017) und U16 (2018 und 2019) und der Auswahlmannschaften des Badischen Fußballverbandes der Altersklassen U16 (2018 und 2019) und U18 (2019) insgesamt 13 Spiele im Turnier um den DFB-Länderpokal an der Sportschule Wedau in Duisburg.
Dick bestritt von 2017 bis 2023 insgesamt 14 Länderspiele für die Nachwuchsnationalmannschaften des DFB in den Altersklassen U15, U17 und U19. Ihr Debüt als Nationalspielerin gab sie am 3. November 2017 in Wetzlar bei der 1:6-Niederlage im Freundschaftsspiel gegen die U15-Nationalmannschaft der Vereinigten Staaten. Mit der U17-Nationalmannschaft nahm sie an der vom 5. bis 17. Mai 2019 in Bulgarien ausgetragenen Europameisterschaft teil und bestritt mit dem in Dobritsch am 14. Mai ausgetragenen Halbfinale, das mit 2:0 gegen die U17-Nationalmannschaft Portugals gewonnen wurde, ihr einziges Turnierspiel; mit diesem hatte sie Anteil am späteren Titelgewinn ihr Mannschaft.
Ihr Debüt in der U19-Nationalmannschaft gab sie am 15. September 2021 mit dem in Wolgograd ausgetragenen ersten Spiel der Liga A in der Ersten Qualifikationsrunde, Gruppe 3 mit dem 6:1-Sieg über die U19-Nationalmannschaft Sloweniens. Nach der Reaktivierung der U23-Nationalmannschaft im Spieljahr 2024 kam sie am 28. Oktober in Florenz beim 2:2-Unentschieden gegen die U23-Nationalmannschaft Italiens im zweiten Spiel im Rahmen der Europäischen Spielrunde und als zweite Torhüterin nach Ena Mahmutovic zum Einsatz.

## Erfolge
- U17-Europameister 2019

## Auszeichnungen
Beste Torhüterin U16-DFB-Länderpokalturnier 2019